# 普羅維登斯 (密蘇里州鄧克林縣)
普羅維登斯（英語：Providence）是位於美國密蘇里州鄧克林縣的非建制地區。

## 地理
普羅維登斯所處的海拔為高於海平面86米（即282英呎），而該地所採用的時區為UTC-6，即北美中部時區（CST）。同時該地設有夏令時間，為UTC-6調快一小時，即UTC-5（CDT）。